# Larry Alcala
Lauro Z. "Larry" Alcala (Daraga, 18 augustus 1926 - 24 juni 2002) was een Filipijns striptekenaar, cartoonist en illustrator.

## Biografie
Larry Alcala werd geboren op 18 augustus 1926 in Daraga in de provincie Albay. Zijn ouders waren Ernesto Alcala en Elipidia Zarate. In 1950 behaalde Alcala een bachelor of Fine Arts-diploma aan de University of the Philippines (UP). Na zijn studie werkte hij van 1951 tot 1981 als docent aan dezelfde onderwijsinstelling. De laatste jaren tot zijn pensioen in 1995 was hij hoofd van de afdeling beeldende kunst van de UP.
Alcala's carrière als striptekenaar begon in 1946 met zijn eerste strip Siopawman. In 1947 creëerde hij Kalabog en Bosyo, over de komische belevingen van twee stuntelende detectives Kalabog en Bosyo. De karakters in deze strip spraken "Taglish", een mix van Tagalog en Engels. Kalabog en Bosyo werd nog jarenlang uitgebracht en werd de langstlopende serie uit de geschiedenis van de Filipijnen. Zijn meest bekende cartoon was echter Slice of Life, dat wekelijks verscheen in Weekend Magazine van de Daily Express. In Slice of Life liet Alcala de humoristische kant van het leven van alledag in de Filipijnen zien. In elke aflevering stond ergens het opvallende profiel van Alcala zelf verstopt. Het zoeken ernaar werd gedurende de jaren een populair spelletje. Andere bekende stripkarakters van de hand van Alcala waren Tipin, Mang Ambo en Asyong Aksaya.
Alcala kreeg vele onderscheidingen voor zijn werk. Zo kreeg hij een Araw ng Maynila Award, een Pamana Award in de categorie Cartoons en gaf het Philippine Board for Young People (PBBY) hem in 1997 de titel Dean of Filipino Cartoonists als eerbetoon voor zijn hele oeuvre. In 2001 werd hij genomineerd voor de titel van nationaal kunstenaar van de Filipijnen. Dat eerbetoon ging echter aan hem voorbij.
Larry Alcala overleed in 2002 op 75-jarige leeftijd aan een hartstilstand. Hij was getrouwd met Guadalupe Valdes en kreeg met haar drie kinderen.